# Corrosion des navires
 (octobre 2012).
Si vous disposez d'ouvrages ou d'articles de référence ou si vous connaissez des sites web de qualité traitant du thème abordé ici, merci de compléter l'article en donnant les références utiles à sa vérifiabilité et en les liant à la section « Notes et références ».

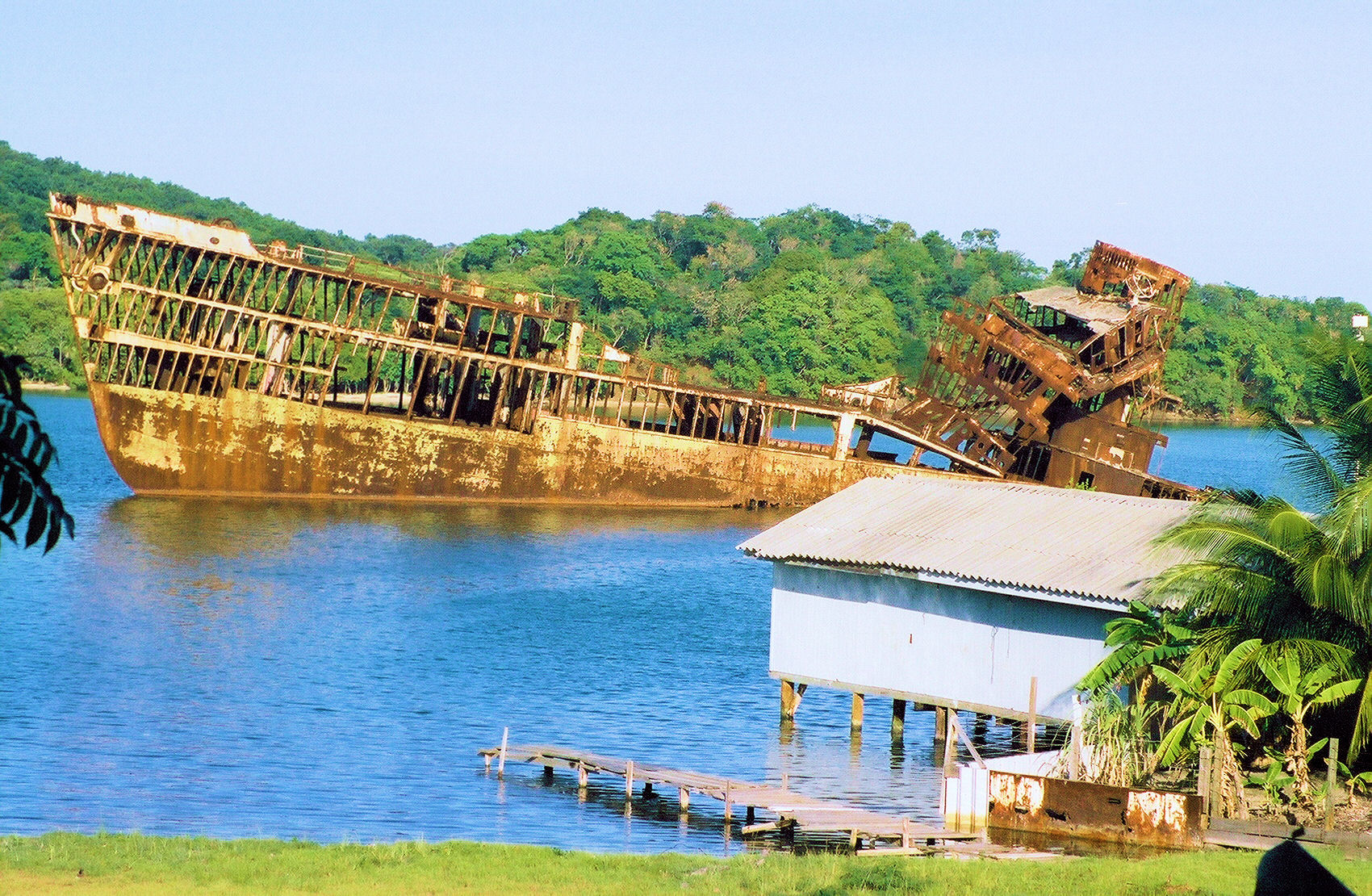
Bateau rouillé à Roatan, Honduras

La corrosion des navires est suivie par les « normes de comportement des revêtements de protection des espaces vides des vraquiers et des pétroliers » qui énoncent les prescriptions techniques applicables aux revêtements de protection des espaces vides construits en acier à bord des vraquiers et des pétroliers.

## Principes généraux
L'aptitude d'un système de revêtement à atteindre sa durée de vie utile nominale dépend du type de système de revêtement, de la préparation de l'acier, ainsi que de l'application, de l'inspection et de l'entretien du revêtement.
Tous ces éléments contribuent au bon système du revêtement.
L'inspection de la préparation des surfaces et des processus d'application du revêtement devrait être approuvée d'un commun accord par le propriétaire du navire, le chantier naval et le fabricant du revêtement et être présentée, aux fins d'examen à l'administration. Les pièces justificatives de ces inspections devraient être enregistrées et insérées dans le dossier technique du revêtement.
La spécification du système de revêtement appliquée sur les espaces vides des vraquiers et des pétroliers, les dossiers sur les travaux de revêtement effectués par le chantier naval et le propriétaire du navire, les critères détaillés concernant la sélection du revêtement, les spécifications d'exécution des travaux, l'inspection, l'entretien et les réparations devraient être consignés dans le dossier technique du revêtement, lequel doit être examiné par l'administration ou un organisme reconnu par elle.

## Santé et sécurité
Il incombe au chantier naval d'appliquer la réglementation nationale visant à garantir la santé et la sécurité des personnes et de réduire au minimum les risques d'incendie et d'explosion.

## Norme applicable aux revêtements
La présente norme repose sur des spécifications qui visent à garantir une durée de vie utile nominale de 15 ans[réf. nécessaire], c'est-à-dire la durée pendant laquelle, une fois le système de revêtement appliqué, son état reste bon. La durée de vie réelle pourra varier en fonction de nombreux paramètres, tels que les conditions rencontrées en cours d'utilisation.
La présente norme concerne les prescriptions applicables aux revêtements de protection de la structure en acier des navires. Il existe d'autres éléments indépendants qui sont installés à l'intérieur des citernes et sur lesquels sont appliqués des revêtements destinés à les protéger contre la corrosion.
Il est recommandé que la présente norme soit appliquée, dans la mesure du possible, aux parties des moyens d'accès permanents prévus aux fins des inspections qui ne font pas partie intégrante de la structure du navire, telle que les mains courantes, les plateformes indépendantes, les échelles etc. Il est aussi possible d'utiliser d'autres méthodes équivalentes permettant de protéger contre la corrosion les éléments ne faisant pas partie intégrante de la structure, à condition qu'elles ne compromettent pas le comportement des revêtements de la structure avoisinante. Les moyens d'accès qui font partie intégrante de la structure du navire, tel que les raidisseurs d'une hauteur accrue servant de passerelles, les serres, etc. devraient satisfaire à tous égards à la présente norme.